# Imperial 2030
Imperial 2030 è un gioco in stile tedesco ideato da Mac Gerdts in cui lo scopo è guadagnare denaro attraverso la speculazione dei titoli obbligazionari (bond) delle diverse potenze. I giocatori assumono il ruolo di finanzieri internazionali che acquistano i bond di sei grandi potenze nell'ipotetico scontro su scala mondiale di Russia, Cina, India, Brasile, Stati Uniti d'America ed Europa. L'obbligazionista principale di una fazione ne assume il controllo e ne comanda la costruzione di fabbriche, la produzione, l'importazione e lo spostamento di armate e navi, nonché la tassazione. Durante la partita passa di mano in mano una carta Investimento che permette l'acquisto di ulteriori bond. Per determinare le varie opzioni disponibili per una data nazione se ne sposta il segnalino su una ruota stampata sulla plancia.
Imperial 2030 rappresenta il successore di Imperial riprendendone e in parte modificandone le meccaniche di gioco..

## Sviluppo
Mac Gerdts nel regolamento di Imperial 2030 spiega come è avvenuta l'idea del gioco:
(Mac Gerdts, dal regolamento di Imperial 2030)

## La plancia
Ogni potenza ha 4 province in cui possono essere costruite le Fabbriche (una sola per territorio), oltre alle quali vi sono 27 regioni neutrali e 11 regioni di mare. Plancia e Fabbriche sono così suddivise ad inizio partita:
|                                | Russia                                        | Cina                                     | India                                      | Brasile                                         | Stati Uniti d'America                             | Unione europea                    | Indipendenti |
| ------------------------------ | --------------------------------------------- | ---------------------------------------- | ------------------------------------------ | ----------------------------------------------- | ------------------------------------------------- | --------------------------------- | --- |
| N° regioni                     | 4 (Mosca, Murmansk, Novosibirsk, Vladivostok) | 4 (Chongqing, Pechino, Shanghai, Ürümqi) | 4 (Calcutta, Chennai, Mumbai, Nuova Delhi) | 4 (Brasilia, Fortaleza, Manaus, Rio de Janeiro) | 4 (Chicago, New Orleans, New York, San Francisco) | 4 (Berlino, Londra, Parigi, Roma) | 27 (Afghanistan, Africa orientale, Alaska, Argentina, Australia, Canada, Colombia, Congo, Corea, Filippine, Giappone, Guinea, Indocina, Indonesia, Iran, Kazakistan, Medio Oriente, Messico, Mongolia, Nigeria, Nord Africa, Nuova Zelanda, Perù, Quebec, Sud Africa, Turchia, Ucraina) |
| Centri di produzione terrestre | 2 (Mosca, Novosibirsk)                        | 3 (Chongqing, Pechino, Ürümqi)           | 2 (Chennai, Nuova Delhi)                   | 2 (Brasilia, Manaus)                            | 1 (Chicago)                                       | 2 (Berlino, Parigi)               | 0 (-) |
| Centri di produzione marittimi | 2 (Murmansk, Vladivostok)                     | 1 (Shanghai)                             | 2 (Calcutta, Mumbai)                       | 2 (Fortaleza, Rio de Janeiro)                   | 3 (New Orleans, New York, San Francisco)          | 2 (Londra, Roma)                  | 0 (-) |
| Fabbriche iniziali             | 2 (Mosca, Vladivostok)                        | 2 (Pechino, Shanghai)                    | 2 (Mumbai, Nuova Delhi)                    | 2 (Brasilia, Rio de Janeiro)                    | 2 (Chicago, New Orleans)                          | 2 (Londra, Parigi)                | 0 (-) |

La Svizzera è un Paese neutrale che non può essere occupato. Sul basso della plancia si trova la tabella tasse, in alto la scala potenza suddivisa in punti potenza, in basso a sinistra la ruota con le azioni di gioco. Una volta che una nazione raggiunge 25 punti sulla scala potenza la partita finisce.